# Sansevieria sinus-simiorum
Espèce
Classification APG III (2009)
Sansevieria sinus-simiorum, également appelée Dracaena sinus-simiorum, est une espèce de plantes de la famille des Liliaceae et du genre Sansevieria.

## Description
Plante succulente, Sansevieria sinus-simiorum est une espèce de sansevières à larges et longues feuilles, assez plates avec un sillon peu marqué, de couleur bleu-vert. Elle est proche de Sansevieria hallii.

## Distribution et habitat
L'espèce est originaire d'Afrique australe, présente au Malawi où elle a été primo-collectée près de Monkey Bay – localité qui lui donne son nom : sinus signifiant en latin « baie/golfe » et simiorum pour « singe » – au sud du lac Malawi. Elle a été identifiée comme espèce à part entière en 2002 par Juan Chahinian et acceptée en 2010.